# Ваља ку Апа (Горж)
Ваља ку Апа (рум. Valea cu Apă) насеље је у Румунији у округу Горж у општини Фаркашешти. Oпштина се налази на надморској висини од 147 m.

## Становништво
Према подацима из 2002. године у насељу је живело 471 становника, од којих су сви румунске националности.